# 寺西重郎
寺西 重郎（てらにし じゅうろう、1942年12月28日 - ）は、日本の経済学者。専門は金融史。一橋大学名誉教授。紫綬褒章受章、日本学士院賞受賞。

## 概要
広島県因島市土生町（現尾道市因島土生町）で、三和ドック創業者寺西儀正の長男として生まれる。兄弟3人とも広島県立因島高等学校で学ぶ。一橋大学経済学部に進み、1965年に卒業。その後も同大学大学院で学び、1970年に一橋大学大学院経済学研究科博士課程を退学。
1970年より一橋大学経済研究所専任講師となる。1976年から1978年までイェール大学客員教授。1983年に学位論文『日本の経済発展と金融』を一橋大学に提出して経済学博士の学位を取得。1984年から一橋大学経済研究所教授。1985年から1986年までオーストラリア国立大学客員教授。一橋大学経済研究所長、一橋大学副学長(2000年～2001年)。2006年に一橋大学を定年退官し、同学名誉教授となった。その後も、2006年から2012年まで、日本大学商学部商業学科教授として教鞭をとり、また日本大学大学院商学研究科教授もつとめた。2008年には神戸大学経済経営研究所非常勤講師。2013年には日本大学客員教授。また、2015年から2020年まで一橋大学経済研究所非常勤研究員。
そのほかにも、大学評価・学位授与機構特任教授、日本銀行金融研究所客員研究員、東京大学日本経済国際共同研究センター運営諮問会議委員、文部科学省高等教育局科学官、財団法人日本経済研究所理事をつとめた。

## 研究内容・業績
坂本二郎ゼミ、篠原三代平ゼミを経て、藤野正三郎に師事。弟子に武田浩一（法政大学教授）、三重野文晴（京都大学教授）、北川浩（成蹊大学学長）等。

## 受賞・叙勲
- 1983年、日経・経済図書文化賞、エコノミスト賞[7]
- 1984年、大平正芳記念賞特別賞[7]
- 1997年、アジア経済研究所発展途上国研究奨励賞、全国銀行学術研究振興財団賞[7]
- 2009年、紫綬褒章受章[7]
- 2014年、日本学士院賞[7]
- 2016年、瑞宝中綬章受章[8]

## 家族・親族
- 父：寺西儀正は三和ドック創業者。
- 長弟：寺西正司は元UFJ銀行頭取。
- 次弟：寺西勇は三和ドック社長を継いだ。

## 著書
- 『日本の経済発展と金融』岩波書店 一橋大学経済研究叢書 1982
- 『工業化と金融システム』東洋経済新報社 1991
- 『経済開発と途上国債務』東京大学出版会 1995
- 『日本の経済システム』岩波書店 2003
- 『戦前期日本の金融システム』岩波書店 2011
- 『経済行動と宗教: 日本経済システムの誕生』勁草書房 2014
- 『日本型資本主義』その精神の源 中央新書 2018

### 共編著
- 『国際金融・貿易講義』大山道広共編 東洋経済新報社 統計研究会叢書 1989
- 『戦後日本の経済改革 市場と政府』香西泰共編 東京大学出版会 1993
- Markets and Government : in Search of Better Coordination 尾高煌之助共編　丸善,c1998.Economic research series
- 『転換期の東アジアと日本企業』青木昌彦共編著 東洋経済新報社 2000
- 『日本金融の数量分析』藤野正三郎共著 東洋経済新報社 2000
- 『アジアのソーシャル・セーフティネット』一橋大学経済研究所経済制度研究センター編 責任編集 勁草書房 2003
- 『コーポレート・ガバナンスの経済分析 変革期の日本と金融危機後の東アジア』花崎正晴共編 東京大学出版会 2003
- 『アジアの経済発展と金融システム』福田慎一,奥田英信,三重野文晴共編 東洋経済新報社 2007-08
- 『バブル/デフレ期の日本経済と経済政策 7　構造問題と規制緩和』内閣府経済社会総合研究所企画・監修 編 慶應義塾大学出版会 2010
- 『エコノミストの戦後史 日本経済50年の歩みを振り返る』小峰隆夫,岡崎哲二,松島茂,中村尚史,中林真幸,日本経済研究センター50年史編纂委員会共編 日本経済新聞出版社 2013